# خونریزی هالیوود
خونریزی هالیوود (انگلیسی: Hollywood's Bleeding) سومین آلبوم استودیویی پست مالون، رپر و خوانندهٔ آمریکایی است. این آلبوم در ۶ سپتامبر ۲۰۱۹ توسط ریپابلیک رکوردز منتشر شد. آلبوم با حضور هنرمندان مهمان دابیبی، فیوچر، هالزی، لیل بیبی، تراویس اسکات، آزی آزبورن، سزا، سوئه لی و یانگ تاگ است. تهیه کنندگی این اثر را اندرو وات، بلادپاپ، برایان لی، کارتر لنگ، دی جی داهی، امیلی هینی، فرانک دوکس و خود مالون و دیگران انجام دادند.
خونریزی هالیوود پس از انتشار معمولاً نظرات مثبتی را دریافت کرد و در بالاترین جایگاه جدول بیلبورد ۲۰۰ ایالات متحده حضور یافت. . این دومین آلبوم شماره یک مالون در ایالات متحده است و شش تک‌آهنگ «وو»، «خداحافظی‌ها»، «دایره‌ها»، «دشمنان»، «گریزان» و «آنچه می‌خواهی بگیر» از آن پشتیبانی کردند. سه تک‌آهنگ نخست به ترتیب در جایگاه شماره دو، سه و یک جدول ۱۰۰ تک‌آهنگ داغ بیلبورد ایالات متحده قرار گرفتند. این آلبوم همچنین شامل تک‌آهنگ شماره یک ۱۰۰تای داغ بیلبورد، «آفتابگردان» یک همکاری با رپر آمریکایی سوئه لی از آلبوم موسیقی متن فیلم مرد عنکبوتی: به درون دنیای عنکبوتی (۲۰۱۸) است. آلبوم در جوایز گرمی ۲۰۲۱ نامزد دریافت جایزهٔ آلبوم سال شد.